# Sevan Boyaciyan
Sevan Boyaciyan (* 24. Juni 1966 in Istanbul, Türkei) ist ein deutscher Konzertgitarrist armenischer Abstammung.
Mit 18 Jahren wurde er Bundespreisträger bei Jugend musiziert. Er studierte klassische Gitarrenmusik an der Staatlichen Hochschule für Musik Trossingen und legte 1993 unter Santiago Navascués sein Konzertdiplom im Richard-Strauss-Konservatorium München ab. Auf zwei CDs veröffentlichte er klassische Gitarrenmusik und entwickelte sich zum Improvisator. Zu seinen Stilen gehören neben Klassik auch Flamenco, Lateinamerikanische Musik und Rock und Pop.

## Werke
- 1994:  Sevan Boyaciyan (Aufgenommen beim Süddeutschen Rundfunk / Eigenvertrieb)
- 1997: Works for Violin and Guitar (zusammen mit Jolán Maurer-Berta) (Arte Nova Classics / Sony BMG)